# Dezerea Bryant
Dezerea Bryant (Milwaukee, 27 aprile 1993) è una velocista statunitense, vincitrice della medaglia di bronzo nella staffetta 4×100 metri ai Mondiali di Doha 2019.

## Palmarès
| Anno | Manifestazione    | Sede       | Evento      | Risultato  | Prestazione | Note                                             |
| ---- | ----------------- | ---------- | ----------- | ---------- | ----------- | ------------------------------------------------ |
| 2010 | Mondiali juniores | Moncton    | 4×100 m     | Oro        | 43"44       | Miglior prestazione mondiale stagionale under 20 |
| 2012 | Mondiali juniores | Barcellona | 100 m piani | Semifinale | 11"77       |                                                  |
| 2012 | Mondiali juniores | Barcellona | 200 m piani | Bronzo     | 23"15       |                                                  |
| 2012 | Mondiali juniores | Barcellona | 4×100 m     | Oro        | 43"89       | Miglior prestazione mondiale stagionale under 20 |
| 2015 | Campionati NACAC  | San José   | 200 m piani | Bronzo     | 22"58       |                                                  |
| 2015 | Campionati NACAC  | San José   | 4×100 m     | Oro        | 42"24       | Record dei campionati                            |
| 2017 | World Relays      | Nassau     | 4×200 m     | Bronzo     | 1'30"87     |                                                  |
| 2018 | Campionati NACAC  | Toronto    | 100 m piani | 4ª         | 11"17       |                                                  |
| 2018 | Campionati NACAC  | Toronto    | 4×100 m     | Oro        | 42"50       |                                                  |
| 2019 | World Relays      | Yokohama   | 4×100 m     | Oro        | 43"27       |                                                  |
| 2019 | Mondiali          | Doha       | 200 m piani | 5ª         | 22"63       |                                                  |
| 2019 | Mondiali          | Doha       | 4×100 m     | Bronzo     | 42"10       | Miglior prestazione personale stagionale         |

## Campionati nazionali
- 1 volta campionessa nazionale dei 200 m piani (2019)